# Lucius Valerius Messalla
Lucius Valerius Messalla (fl. 280) était un homme politique de l'Empire romain.

## Vie
Fils de Lucius Valerius Claudius Poplicola Balbinus Maximus.
Il fut consul en 280.
Il était le père de Lucius Valerius Maximus Basilius.